# Concepción (Tucumán)
Concepción – miasto w Argentynie leżące w prowincji Tucumán.
W roku 2001 miasto liczyło 47639 mieszkańców.
Miasto jest siedzibą klubu piłkarskiego Concepción.